# Psychotria aguilarii
Psychotria aguilarii är en måreväxtart som beskrevs av Paul Carpenter Standley och Julian Alfred Steyermark. Psychotria aguilarii ingår i släktet Psychotria och familjen måreväxter. Inga underarter finns listade i Catalogue of Life.